# Список озер Швеції
Список озер Швеції — перелік озер Швеції. В озерах та річках є 52 види прісноводних риб, деякі з яких є рідкісними.

## Перелік за площею
| №  | Озеро                       | Площа, км² |
| -- | --------------------------- | ---------- |
| 1  | Венерн швед. Vänern         | 5648       |
| 2  | Веттерн швед. Vättern       | 1893       |
| 3  | Меларен швед. Mälaren       | 1140       |
| 4  | Єльмарен швед. Hjälmaren    | 484        |
| 5  | Стуршен швед. Storsjön      | 464        |
| 6  | Сільян (з Урсашен й Іншен)  | 354        |
| 7  | Турнетреск швед. Torneträsk | 330        |
| 8  | Хурнаван швед. Hornavan     | 220—283    |
| 9  | Аккаяуре швед. Akkajaure    | 260        |
| 10 | Удд'яуре швед. Uddjaure     | 252        |

Уточнення: Площа озера Сільян без врахування прилеглих озер Урсашен та Іншен становить 290 км².

## Перелік за глибиною
1. Хурнаван швед. Hornavan — 228 м (метрів углиб)
2. Турнетреск швед. Torneträsk — 168 м
3. Воймшен швед. Vojmsjön — 145 м
4. Стур-Блошен швед. Stor-Blåsjön — 144 м
5. Стур-Реншен швед. Stor-Rensjön — 140 м
6. Вірігауре швед. Virihaure — 138 м
7. Каллшен швед. Kallsjön — 134 м
8. Вастен'яуре швед. Vastenjaure — 134 м
9. Сільян швед. Siljan — 134 м
10. Культшен швед. Kultsjön — 130 м

## Перелік за об'ємом
1. Венерн швед. Vänern — 153 000 млн м³ (мільйонів метрів кубічних)
2. Веттерн швед. Vättern — 77 600 млн м³
3. Турнетреск швед. Torneträsk — 17 100 млн м³
4. Меларен швед. Mälaren- 14 300 млн м³
5. Хурнаван швед. Hornavan — 11 900 млн м³
6. Сільян швед. Siljan — 8 090 млн м³
7. Стуршен швед. Storsjön — 8 020 млн м³
8. Каллшен швед. Kallsjön — 6 140 млн м³
9. Вірігауре швед. Virihaure — 4 430 млн м³
10. Стуруман швед. Storuman — 4 180 млн м³

## Перелік абетковий
- Аккаяуре
- Болмен
- Бурен
- Венерн
- Веттерн
- Глан
- Деллен
- Ельмарен
- Меларен
- Мієн
- Орешен
- Роксен
- Рунн
- Сільян
- Соммен
- Спаррен
- Стураван
- Стуршен
- Турнетреск
- Токерн
- Удд'яур
- Хурнаван
- Павікен

| Швеція | Це незавершена стаття з географії Швеції. Ви можете допомогти проєкту, виправивши або дописавши її. |